# Keith Hornsby
Keith Randall Hornsby (Williamsburg, Virginia, 20 de enero de 1992) es un baloncestista estadounidense que actualmente se encuentra sin equipo. Con 1,91 metros de estatura, juega en la posición de escolta. Es hijo del ganador de un Grammy, el músico Bruce Hornsby.

## Trayectoria deportiva

### Universidad
Jugó dos temporadas con los Bulldogs de la Universidad de Carolina del Norte en Asheville, en las que promedió 9,2 puntos, 3,0 rebotes y 1,8 asistencias por partido. En 2013 fue transferido a los Tigers de la Universidad Estatal de Luisiana, donde, tras cumplir con el preceptivo año fuera de las pistas por la normativa de la NCAA, jugó dos temporadas más, en las que promedió 13,3 puntos, 3,7 rebotes y 1,9 asistencias por encuentro.

### Profesional
Tras no ser elegido en el Draft de la NBA de 2016, fichó el 27 de julio por los Dallas Mavericks. Fue despedido el 22 de octubre tras haber disputado cinco partidos de pretemporada.
En la temporada 2021-22, firma por el Levallois Metropolitans de la LNB Pro A francesa.
El 29 de julio de 2022 fichó por el Nanterre 92, también de la LNB Pro A francesa.
El 29 de julio de 2023 firmó con BC Rytas de la Liga de Baloncesto de Lituania.
El 14 de enero de 2024, firma por el Surne Bilbao Basket de la Liga Endesa hasta final de la temporada, tras la cual el club decide no renovarle.